# Schwende
Schwende là một huyện thuộc bang Appenzell Innerrhoden ở Thụy Sĩ. Giáo đường Wildkirchli với nhà nguyện St. Michael, hang khắc trong đá Äscher được liệt kê vào danh sách di sản có tầm quan trọng cấp quốc gia của Thụy Sĩ.